# Albaredo d'Adige
Pour les articles homonymes, voir Albaredo.
Albaredo d'Adige (en français Albarède) est une commune de la province de Vérone dans la région de la Vénétie, en Italie.

## Administration
| Période                                  | Période | Identité | Étiquette | Qualité |
| ---------------------------------------- | ------- | -------- | --------- | ------- |
|                                          |         |          |           |         |
| Les données manquantes sont à compléter. |         |          |           |         |

### Frazione
Coriano, Michellorie e Presina

### Communes limitrophes
Belfiore, Bonavigo, Ronco all'Adige, Roverchiara, Veronella

### Personnalités liées à la commune
- Romeo Benetti